# Saturnus IB

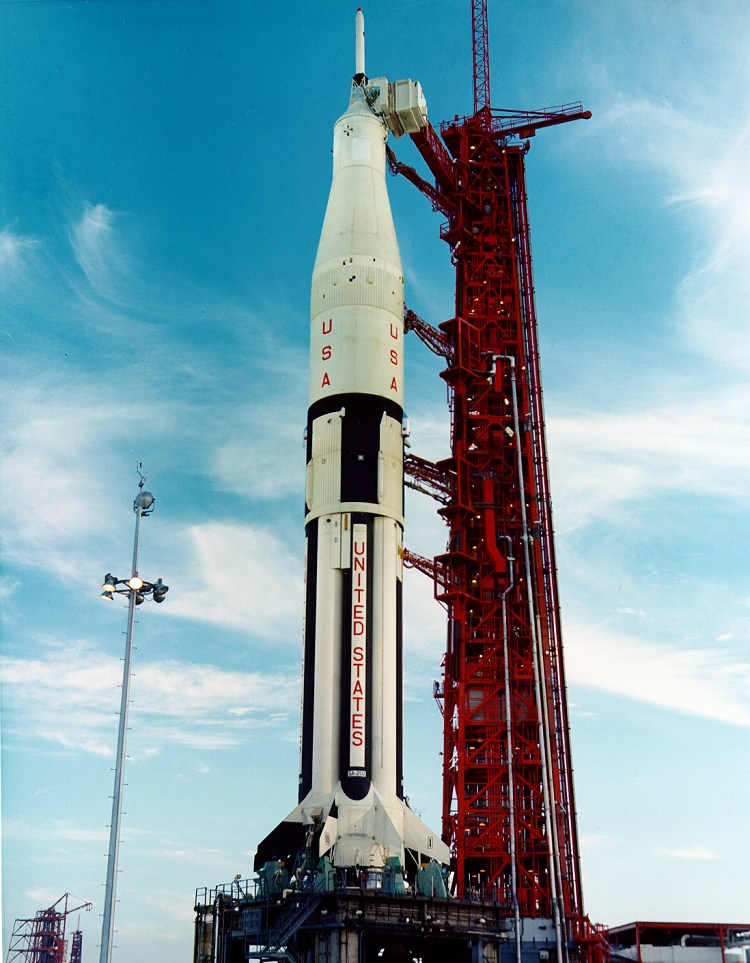
Een Saturnus IB op een lanceerplatform

De Saturnus IB (Engels: Saturn IB) was een circa 70 meter hoge draagraket uit de Saturnusserie. Het was een verbeterde versie van de Saturnus I. De Saturnus IB werd door NASA gebruikt om Apollo-capsules in een baan om de aarde te brengen.

## Trappen
Deze draagraket bestond uit twee trappen. De eerste trap was 24 m hoog. Deze trap was de S-I die zich al had bewezen als de eerste trap van de Saturnus I en een prototype voor de Saturnus V. De op RP1 raketkerosine werkende trap had acht Rocketdyne H-1 vloeibarebrandstofmotoren en leverde de grootste opwaartse druk voor de Apollo. De 17 meter hoge tweede trap, genaamd S-IVB was eigenlijk de derde trap van een Saturnus V. Hij had één Rocketdyne J-2 motor die op vloeibare waterstof en vloeibare zuurstof brandde.

## Inzet
De Saturnus IB voerde drie lanceringen van onbemande Apollo-modules uit. In januari 1967 vloog de capsule van de Apollo 1 in brand, zodat de geplande lancering van een bemande capsule met Saturnus IB SA-204 niet doorging. Deze raket werd vervolgens gebruikt om Apollo 5 te lanceren. In 1968 lanceerde een Saturnus IB de Apollo 7 als testvlucht van de capsule. In 1973 lanceerden Saturnus IB-raketten Apollocapsules naar ruimtestation Skylab. In 1975 werd hij gebruikt tijdens het Apollo-Sojoez-testproject.
In totaal zijn negen Saturnus IB-draagraketten gelanceerd. De tiende was stand-by voor twee Skylab-missies, maar werd niet gelanceerd. Deze raket (SA-209) ligt tegenwoordig tentoongesteld in de Rocket Garden van het bezoekerscentrum van het Kennedy Space Center. Aan de elfde IB is nooit een missie toegewezen. Van de twaalfde werd de eerste trap gesloopt en werd de tweede trap omgebouwd tot ruimtestation Skylab. Van de dertiende en veertiende Saturnus IB werd alleen de eerste trap gebouwd; beide zijn vervolgens gesloopt.

## Lanceerplaatsen
De eerste vijf Saturnus IB's werden gelanceerd in de jaren 1960 vanaf lanceercomplexen 34 en 37B van het Cape Canaveral Air Force Station en in de jaren 1970 vanaf Lanceercomplex 39B van het Kennedy Space Center. LC-39A was identiek aan LC-39B maar na de lancering van het Skylab-ruimtestation werd direct aangevangen met de verbouwing van LC-39A voor de Spaceshuttle. Waardoor alleen LC-39B overbleef voor de laatste vier Saturnus IB lanceringen.